# Wicher Berkhoff

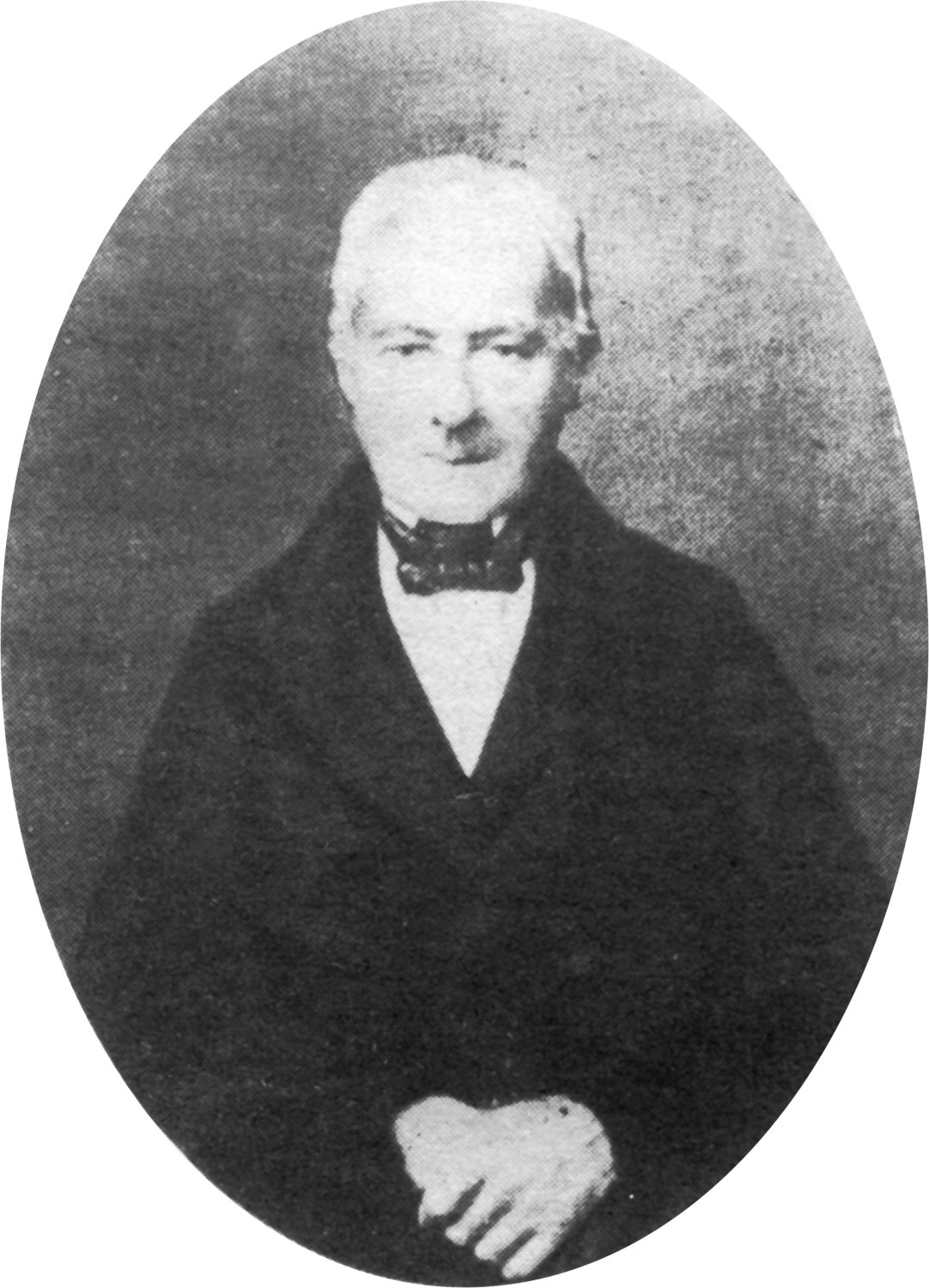
Wicher Berkhoff

Wicher Berkhoff (Russisch: Василий Иванович Берков, Vasili Ivanovitsj Berkov) (Vriezenveen, 21 augustus 1794 – Sint-Petersburg, 5 april 1870) was een Russisch scheepsbouwer en van 1829-1870 directeur van de Admiraliteitsscheepswerf te Sint-Petersburg, mogelijk met de rang van achteradmiraal. Berkhoffs verdiensten liggen op het gebied van het vertalen van West-Europese scheepsbouwliteratuur naar het Russisch. Hij was een van de zogenaamde Rusluie, een Nederlandse gemeenschap in het 18de- en 19de-eeuwse Sint-Petersburg, waarvan de meeste leden afkomstig waren van (Berkhoffs geboortedorp) Vriezenveen.

## Opleiding
Als zoon van timmerman Albert Berends Berkhoff en Berendina van den Bosch, trok Berkhoff net als vele van zijn dorpsgenoten op jonge leeftijd naar Sint-Petersburg. Daar kwam hij in huis bij zijn grootouders Frederik van den Bosch en vrouw Clasina de Vries. In tegenstelling tot zijn (leeftijd)dorpsgenoten die bijna allen in de handel werkzaam werden, koos Berkhoff voor een toekomst in de scheepsbouw. In 1815/1816 sloot hij de zesjarige burger scheepsbouwopleiding aan het College voor Scheepsbouwarchitectuur te Sint-Petersburg af als timmerman.

## Carrière
In de periode 1815/16 tot 1825 was Berkhoff werkzaam als assistent-scheepsbouwmeester op achtereenvolgens de scheepswerf Lodejnopolskaja, in de Grebnojhaven te Sint-Petersburg en op werven in het Dongebied en in de provincie Novgorod. Hier bouwde hij schepen voor de binnenvaart en jachten voor de regeringsfunctionarissen Kotsjoebej (1768-1834) en Araktsjejev (1769-1834). Ook bouwde hij mee aan het schip de Onderneming van wereldreiziger Von Kotzebue (1787-1846). Na in 1825 kort werkzaam te zijn geweest als scheepsbouwmeester op de stadswerf te Sint-Petersburg, accepteerde hij in 1826 een functie als "assistent-korpinspecteur voor praktische en theoretische zaken van de scheepsbouw" op zijn oude opleidingsinstituut. Dit burgeropleidingsinstituut werd in 1826/27-28 samengevoegd met het gelijksoortige marineopleidingsinstituut tot het Korps van Scheepsbouwingenieurs. In 1829 keerde Berkhoff terug naar de stadswerf, maar nu in de functie van directeur. Als zodanig maakte hij in 1841-43 de samenvoeging mee van de burgerstadswerf met de naastgelegen Marine Admiraliteitsscheepswerf tot de Nieuwe Admiraliteitsscheepswerf, waarvan hij directeur werd. Deze functie bleef hij uitoefenen tot zijn overlijden in 1870. In het Russisch maatschappelijk klassenstelsel klom Berkhoff uiteindelijk op tot de burgerrang van staatsraad in werkelijke dienst (klasse 4), wat gelijkstaat aan de rang van schout-bij-nacht in de marine. De vraag of Berkhoff daadwerkelijk een admiraalsrang heeft bekleed, is onder Nederlandse historici onderwerp van discussie.

## Vertaalwerk
Berkhoff genoot in de scheepsbouwwereld groot aanzien met zijn vertalingen van scheepsbouwliteratuur. Hij had een talenknobbel en sprak en schreef vloeiend Engels, Duits, Frans, Russisch en Nederlands. Daarnaast groeide hij waarschijnlijk op met het Nedersaksische dialect van Vriezenveen. Veel door hem vertaalde literatuur werd van staatswege gepubliceerd. Ook stelde hij het eerste Russische leerboek voor scheepsarchitectuur samen, met inbegrip van een handleiding voor de bouw van zeilboten.

## Privé
Berkhoff trouwde op 13 mei 1821 met de Russische Alexandrine Wolkow (1804 – na 1870), dochter van de Keizerlijke Mondschenker/Tafeldekker Ivan Prokoviev Wolkow en Nadeschda Wolkow. Het Russisch-Orthodoxe huwelijk vond plaats in de Sint-Nicolaas of Marinekathedraal te Sint-Petersburg. Uit dit huwelijk zijn zes kinderen bekend: Elena (*ca.1828), Nadezhda (*1834), Victor (*1837), Alexandra (*1840), Maria (*1842) en Alexander (*1844). In 1846 nam Berkhoff de Russische nationaliteit aan. Het jaar daarop werd hij toegelaten tot de Russisch erfelijke adel. Ondanks een leven in Russische dienst, bleef Berkhoff contact houden met de Nederlandse handelsgemeenschap in Sint-Petersburg. Op latere leeftijd keerde hij nog eenmaal terug naar zijn geboortedorp Vriezenveen. Zelfs zijn eigen zuster herkende hem niet terug. Berkhoff overleed in 1870 en werd begraven op de Evangelisch-Lutherse begraafplaats Volkovo te Sint-Petersburg. Zijn graf kan daar nog steeds gevonden worden. In 2007 werd als eerbetoon in Vriezenveen een straat naar hem vernoemd.

## Onderscheidingen
- Orde van Sint-Vladimir, 4de klasse (1834)[13]
- Orde van Sint-Stanislaus, 2de klasse (1836)[13]
- Orde van Sint-Anna, 2de klasse met kroon (1840)[13]
- Herinneringsmedaille Krim Oorlog (1853-56)[13]